# مارك هيرشي
مارك هيرشي (بالإنجليزية: Marc Hirschi)‏ (و. 1998  م) هو راكب دراجة هوائية سويسري، ولد في برن.

## سجل الفوز

### سباقات أو مراحل فاز بها
| التاريخ        | السباق                                                         | المركز                                                                   |
| -------------- | -------------------------------------------------------------- | ------------------------------------------------------------------------ |
| 14 سبتمبر 2016 | بطولة أوروبا للدراجات 2016 – سباق الطريق ضد الساعة للشبان      |                                                                          |
| 02 أبريل 2017  | تريبتيك ديس مونتس إت شاتيوكس 2017                              |                                                                          |
| 08 أبريل 2017  | روند فان فلانديرن بيلوفتن 2017                                 | السابع في التصنيف العام                                                  |
| 02 أغسطس 2017  | سباق الزمن للرجال - بطولة أوروبا للدراجات 2017                 | الثامن في التصنيف العام                                                  |
| 04 أغسطس 2017  | سباق الطريق لأقل من 23 سنة للرجال - بطولة أوروبا للدراجات 2017 | الثالث في التصنيف العام                                                  |
| 27 أغسطس 2017  | تور دي أفينير 2017                                             | المرتبة 14 في التصنيف العام                                              |
| 09 سبتمبر 2017 | 2017 Tour du Jura                                              |                                                                          |
| 11 مارس 2018   | إستريان سبرينغ تروفي 2018                                      | الخامس في التصنيف العام                                                  |
| 07 أبريل 2018  | روند فان فلانديرن بيلوفتن 2018                                 | السادس في التصنيف العام                                                  |
| 20 مايو 2018   | طواف أين 2018                                                  | الأول في تصنيف أفضل شاب، الرابع في التصنيف العام، السادس في تصنيف النقاط |
| 03 يونيو 2018  | 2018 Peace Race U23                                            |                                                                          |
| 15 يوليو 2018  | سباق الطريق لأقل من سنة للرجال - بطولة أوروبا للدراجات 2018    |                                                                          |
| 05 أغسطس 2018  | 2018 Tour Alsace                                               |                                                                          |
| 28 سبتمبر 2018 | سباق الطريق لأقل من 23 سنة في بطولة العالم 2018                | الأول في التصنيف العام                                                   |
| 26 يونيو 2019  | 2019 Switzerland National Road Cycling Championships - Men ITT |                                                                          |
| 01 سبتمبر 2019 | دويتشلاند تور 2019                                             | الأول في تصنيف أفضل شاب، السادس في التصنيف العام                         |
| 30 سبتمبر 2020 | لا فليش والون 2020                                             | الأول في التصنيف العام                                                   |
| 16 يونيو 2021  | سباق الطريق ضد الساعة للرجال في بطولة سويسرا 2021              |                                                                          |
| 17 أكتوبر 2021 | 2021 Veneto Classic                                            |                                                                          |
| 20 مارس 2022   | بير سيمبري ألفريدو 2022                                        | الأول في التصنيف العام                                                   |
| 10 يونيو 2022  | غروسر برايس ديس كانتونس أرجو 2022                              |                                                                          |
| 14 سبتمبر 2022 | جيرو دي توسكانا 2022                                           | الأول في التصنيف العام                                                   |
| 16 أكتوبر 2022 | 2022 Veneto Classic                                            |                                                                          |
| 14 مايو 2023   | طواف المجر 2023                                                | الأول في التصنيف العام، الثاني في تصنيف النقاط، السادس في تصنيف الجبال   |
| 02 يونيو 2023  | جيرو أبنينس 2023                                               |                                                                          |
| 09 يونيو 2023  | غروسر برايس ديس كانتونس أرجو 2023                              |                                                                          |
| 25 يونيو 2023  | 2023 Switzerland National Road Cycling Championships - Men RR  |                                                                          |
| 25 يوليو 2023  | برويبا فيلافرانسا دي أورديزيا 2023                             |                                                                          |
| 14 سبتمبر 2023 | كوبا ساباتيني 2023                                             | الأول في التصنيف العام                                                   |
| 16 سبتمبر 2023 | ميموريال ماركو بانتاني 2022                                    |                                                                          |
| 24 سبتمبر 2023 | طواف لوكسمبورغ 2023                                            | الأول في التصنيف العام، الأول في تصنيف أفضل شاب، الرابع في تصنيف النقاط  |
| 25 فبراير 2024 | لادروم كلاسيك 2024                                             | الأول في التصنيف العام                                                   |
| 28 يوليو 2024  | جولة ركوب الدراجات التشيكية 2024                               |                                                                          |
| 10 أغسطس 2024  | طواف سان سيباستيان 2024                                        | الأول في التصنيف العام                                                   |
| 25 أغسطس 2024  | جي بي واست-فرنسا 2024                                          | الأول في التصنيف العام                                                   |
| 08 سبتمبر 2024 | جي بي إندوستريا وأرتيجياناتو 2024                              | الأول في التصنيف العام                                                   |
| 12 سبتمبر 2024 | كوبا ساباتيني 2024                                             | الأول في التصنيف العام                                                   |
| 14 سبتمبر 2024 | ميموريال ماركو بانتاني 2024                                    |                                                                          |
| 06 أكتوبر 2024 | 2024 Coppa Agostoni                                            |                                                                          |
| 26 يناير 2025  | 2025 Gran Premi València                                       | الأول في التصنيف العام                                                   |

## روابط خارجية
- مارك هيرشي على موقع الاتحاد الدولي للدراجات (الإنجليزية)
- مارك هيرشي على موقع أرشيف الدراجات (الإنجليزية)
- مارك هيرشي على موقع إحصائيات الدراجات الإحترافية (الإنجليزية)
- مارك هيرشي على موقع نسبة الدراجات (الإنجليزية)
- مارك هيرشي على موقع CycleBase (الإنجليزية)
- مارك هيرشي على موقع أوليمبيديا (الإنجليزية)